# Keltensiedlung Oberleiserberg

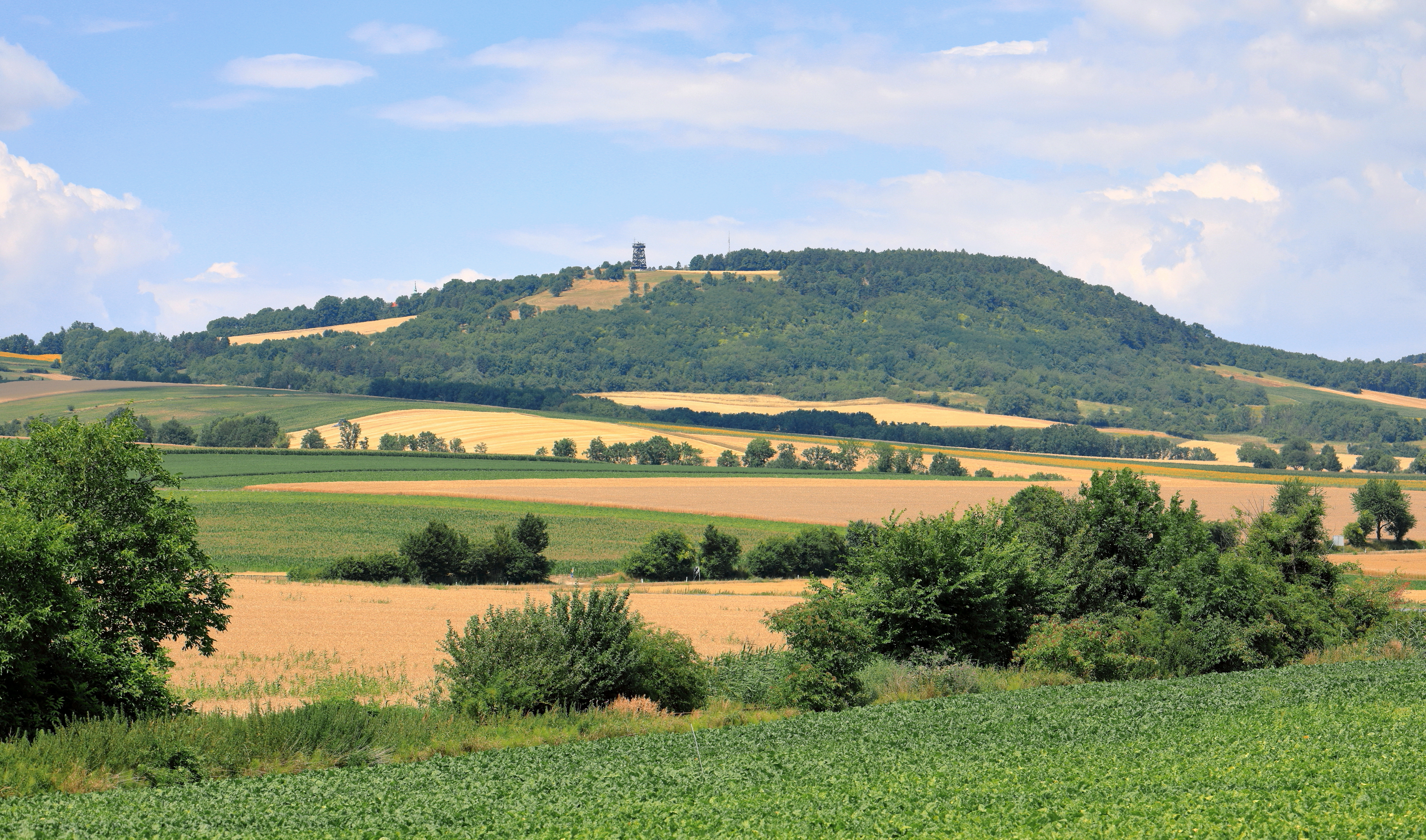
Südsüdostansicht des Oberleiser Berges

Die Keltensiedlung am Oberleiser Berg bei der Marktgemeinde Ernstbrunn in Niederösterreich ist eine in mehreren Bauphasen angelegte latènezeitliche keltische Höhensiedlung auf einem Plateau, das sich über dem Weinviertel erhebt.

## Lage und Archäologie

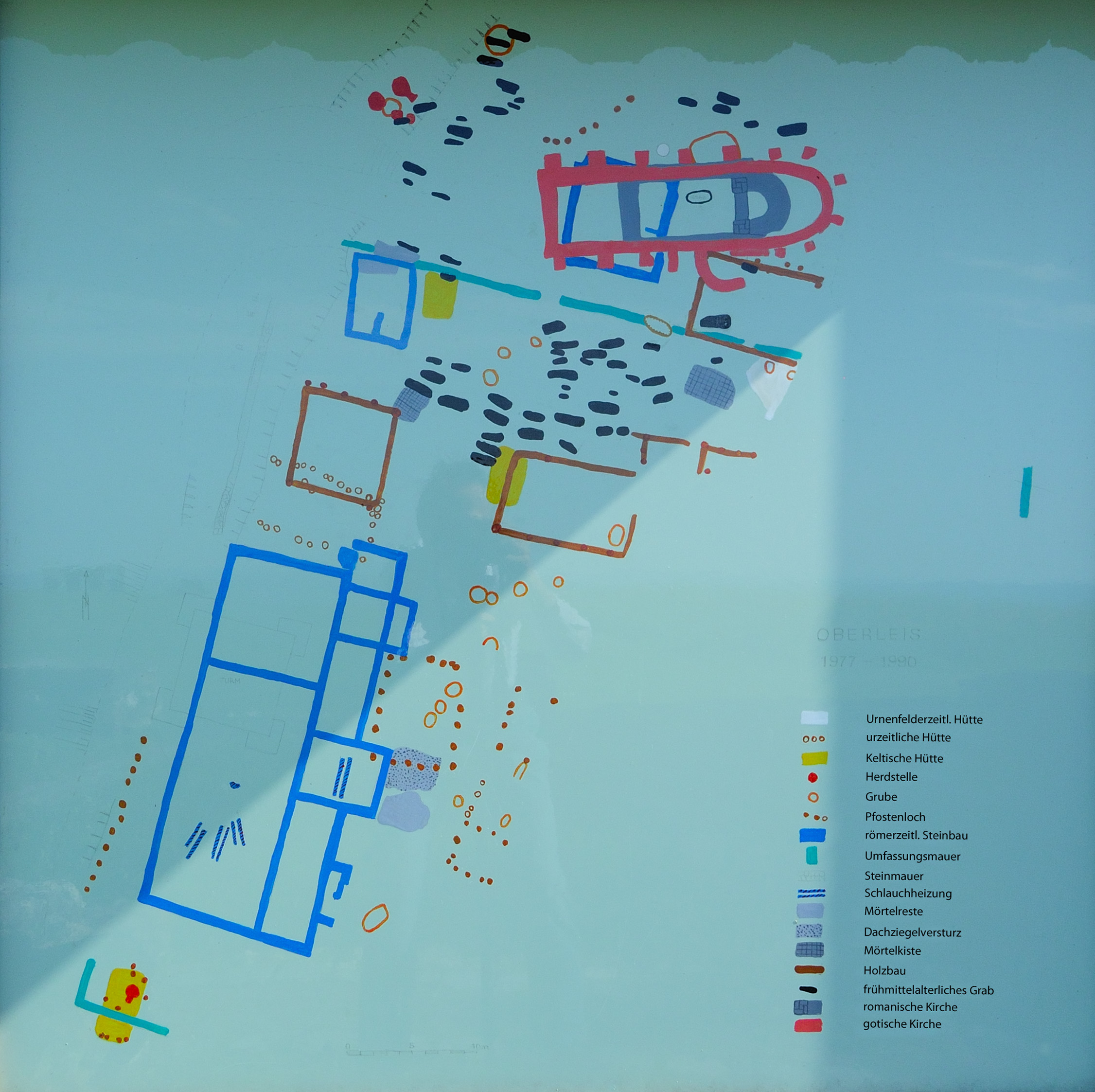
Archäologischer Lageplan vom Oberleiser Berg

Der Oberleiser Berg hat eine sowohl topographisch als auch verkehrstechnisch günstige Lage: das Plateau steigt an der West-, Nord- und Ostseite steil an, im Süden fällt es auf ein flaches Gelände – die sogenannte „Vorburg“ – sanft ab. Das Plateau misst 360 × 250 m, was eine Fläche von rund 6,5 ha ergibt. 
Bei über längere Zeit erfolgten Ausgrabungen von 1925 bis 1933 (durch Herbert Mitscha-Märheim und Eleonore Nischer-Falkenhof), 1976 bis 1990 (Herwig Friesinger), 1996 bis 2001, 2003 bis 2005 sowie 2007 (durch Alois Stuppner vom Institut für Urgeschichte und Historische Archäologie), wurden reiche Funde aus der Ur- und Frühgeschichte gemacht. Dazu erfolgte 1997/98 eine geophysikalische Prospektion durch die ArcheoProspections Wien der Ludwig Boltzmann Gesellschaft. Der Oberleiser Berg zeigt sich als eine der wenigen Höhensiedlungen im mittleren Donauraum aus der Latènezeit mit gut erhaltenen Bebauungsspuren. Insgesamt konnten bis 2007 mehr als 24 Wohnobjekte, mehrere kleine Nebenobjekte und eine große Zahl von Streufunden archäologisch erforscht und geborgen werden. Die Funde weisen auf weitreichende mittelbare und unmittelbare Handelsbeziehungen hin.

## Besiedlungsgeschichte
Die Siedlungsgeschichte am Oberleiser Berg dürfte mit der Früh- bis Mittellatènezeit (ab ~400 v. Chr.) begonnen haben. Die Münzfunde deuten auf die Spätlatènezeit als Höhepunkt hin, der langsame Niedergang bis zum Verfall ist für die Mitte des 1. Jahrhunderts v. Chr. festzustellen. Das Ende der Siedlung am Oberleiser Berg fällt also zeitlich mit dem Ausklingen der Latènekultur im Mähren zusammen. Ein möglicher, aber noch nicht gänzlich erforschter Grund dafür könnte der Krieg zwischen Boiern und Dakern sein. Nicht auszuschließen ist eine weitere, wenn auch geringfügigere Besiedlung des Oberleiser Berges nach dieser Zeit.

## Fundsituation
Einfach errichtete Grubenhäuser mit einem Ausmaß von ungefähr 5 × 3 m Grundfläche sind die häufigsten Siedlungsobjekte, dazu kommen sehr große, das gesamte Plateau umspannende Wälle. Welcher Zusammenhang zwischen diesen Wällen und den Wohnbauten besteht, konnte noch nicht befriedigend geklärt werden.

### Münzen
Hauptsächlich keltische, besonders boische Münzen wurden entdeckt, derzeit sind rund 145 Objekte bekannt. Diese Funde beginnen in der Mittellatène (ab 280 v. Chr.) mit einfach nachgemachten ⅛-Athena-Alkis-Stateren und anderen kleineren Silbermünzen, häufiger aber sind solche, die in das 1. Jahrhundert v. Chr. datiert werden. Dazu zählen zwei goldene Muschelstatere sowie ebenfalls kleinere Scheidemünzen (⅓- und ⅛-Statere, sowie boische Silbermünzen), dazu kommen noch lokale Muster, nämlich norischen und pannonischen Vorbildern nachgefertigte Didrachmen. Eine große Zahl originaler Münzen, die aus diesen Gebieten und aus dem westkeltischen Vindelicien, ein Stück sogar aus dem Numidien Massinissas, importiert worden waren, deuten auf einen weitreichenden Handel hin.

### Metallobjekte
Unter den Metallobjekten sind die Fibeln mit jeweils rund 250 aus Eisen, 50 aus Bronze und zwei Silberfibeln stark vertreten. Die Konstruktionsmerkmale – 70 Nachahmungen von eisernen Schüsselfibeln und 30 gegossene Bronzefibeln – lassen auf eine lokale Produktion schließen. Des Weiteren waren Werkzeuge (Messer, Tüllenbeile und -hacken, Feilen, Kesselhaken, Löffelbohrer, Schlüssel), dazu außer den Fibeln noch andere Trachtbestandteile (Gürtelhaken, teils in Palmettenform, Riemenzungen, Gürtelanhänger, Ziernägel, -knöpfe, Finger-, Arm- und Halsringe, Gürtelketten), Feinwerkzeuge (Pinzetten, Toilettebestecke, Feinwaagen, Feinsägen, Knochensägen, Angelhaken), Spiegel mit Griff, bronzene Gefäße und Siebe, Ösenstifte, Zierbleche und -ketten sowie Sporen aufgefunden worden. Einige Gegenstände waren zoomorph (in Tierform) gestaltet, eine kleine bronzene Votivfigur in Menschengestalt hatte einen Torques und einen erigierten Phallus. 
Zwar nicht zum Metall, aber zu den Schmuckstücken sind gläserne Armringe und Ringperlen zu zählen.

### Keramikobjekte
Am stärksten war unter den Fundobjekten latènezeitliches hartgebranntes Keramikmaterial vorhanden. Bei den Tongefäßen sind fast nur örtliche Produkte und wenige Importe feststellbar (aus Kampanien, Dakien und Békásmegyer bei Budapest). Die meisten der geborgenen Fragmente zeugen von der Verwendung der Töpferscheibe, die Oberflächen sind gut geglättet, die Drehrillen innen sind deutlich erkennbar. Manche Schüsseln und Töpfe sind aus Grauton und mit einer sandig-rauen Oberfläche versehen, andere mit Kammstrichverzierung. Auch Spinnwirtel und Webgewichte sind aus Ton hergestellt worden. Für bessere Gefäße wurde Graphitton verwendet. Einige Objekte tragen am Boden ein eingeritztes Töpferzeichen, beispielsweise zwei Wellenlinien, wie sie auch aus Milovice u Mikulova bei Mušov in Mähren bekannt sind. Ob es sich dabei um importierte Ware handelt, ist nicht sicher feststellbar. Daneben gibt es bemaltes Tongut, wie viele Scherben belegen. Die Bemalung war in rot-weiß mit einfachen Mustern und Linien ausgeführt, selten mit anspruchsvolleren Geometriezierrat. 
In Summe entspricht die Formgebung und Bearbeitung den Typen, wie sie in den mitteleuropäischen Siedlungen dieser Zeitepoche anzutreffen waren.